# Culicomorpha
Culicomorpha (лат.) — инфраотряд длинноусых двукрылых насекомых (Nematocera, Diptera). Около 20 000 видов. В ископаемом состоянии известен с верхнего триаса. Включает таких опасных представителей, как малярийный комар и другие кровососы, переносящие различные заболевания: малярию, жёлтую лихорадку, денге и некоторые энцефалиты. Встречаются всесветно, от Гренландии (82°33" с. ш.) до Антарктиды (65°27" ю. ш.). Личинки, как правило, водные или околоводные (фильтраторы или отскрёбыватели, питаются детритом и микроорганизмами, некоторые являются хищниками). Самки Culicidae, Chaoboridae, Ceratopogonidae и Simuliidae питаются кровью позвоночных (гематофаги млекопитающих, птиц, рептилий) или гемолимфой беспозвоночных, могут быть сапрофагами, фитофагами, хищниками, некоторые безвредны для человека и используются в качестве корма для рыбы (Chironomidae). Самцы питаются нектаром цветковых растений. Оцеллии остаточные или отсутствуют. Педицель усика увеличенный, с особенно развитым Джонстоновым сенсорным органом (вторично редуцирован у Simuliidae), жилка M3 в переднем крыле и первое абдоминальное дыхальце у имаго отсутствуют.

## Систематика
8 семейств в 2 надсемействах. Филогенетический анализ признаков и молекулярно-генетические исследования ДНК подтвердили монофилию инфраотряда и вхождение в эту кладу всех заявленных семейств. Исследование 2018 года показало, что надсемейство Culicoidea монофилетично и структурировано следующим образом: Dixidae + [Corethrellidae + (Chaoboridae + Culicidae)]. В то же время надсемейство Chironomoidea не монофилетично. Группа из семейств Thaumaleidae + Simuliidae скорее есть сестринская группа к Culicoidea, чем к Chironomidae + Ceratopogonidae, а вероятнее всего она коренная ко всем остальным Culicomorpha
- Надсемейство Chironomoidea
  - Ceratopogonidae Newman, 1834
  - Chironomidae Newman, 1836
  - Simuliidae Newman, 1834
  - Thaumaleidae  Bezzi, 1913
- Надсемейство Culicoidea
  - Chaoboridae Edwards, 1922
  - Corethrellidae Wood & Borkent, 1986
  - Dixidae Schiner, 1868
  - Culicidae Meigen, 1818

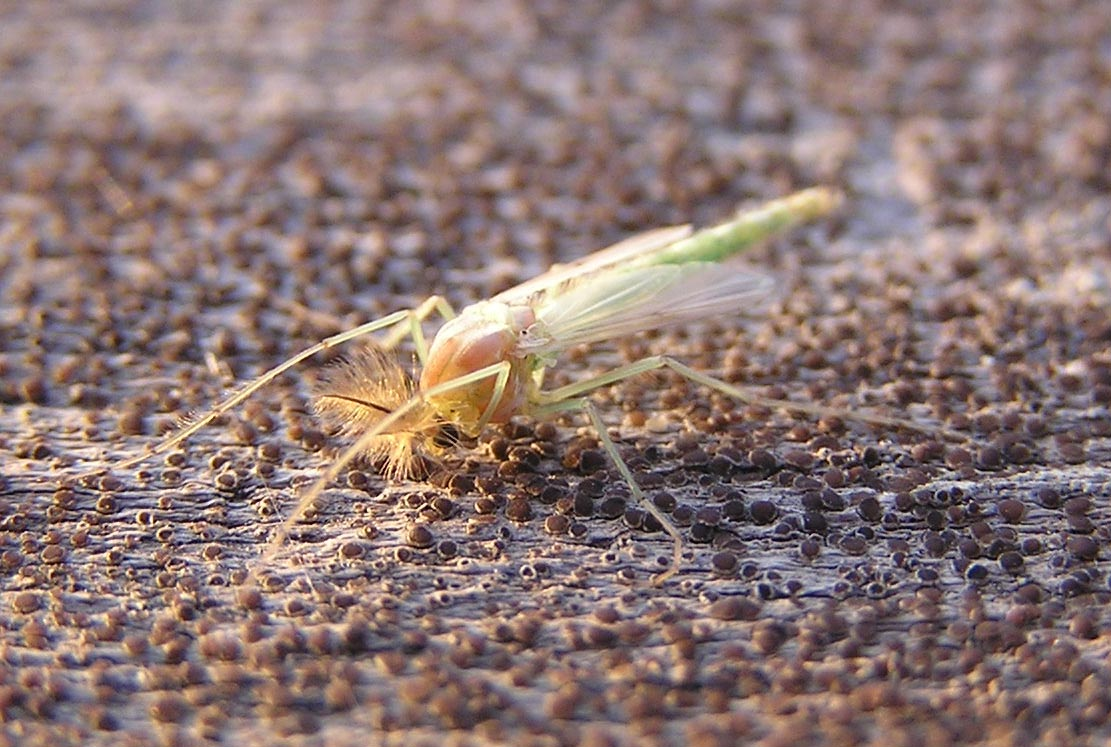
Комары-звонцы (Chironomidae), 10000 видов
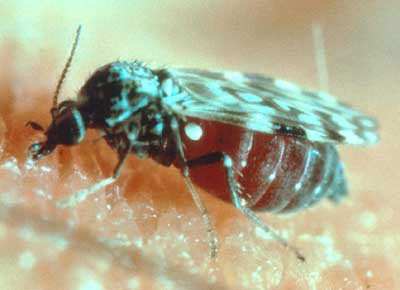
Мокрецы (Ceratopogonidae), 5000 видов
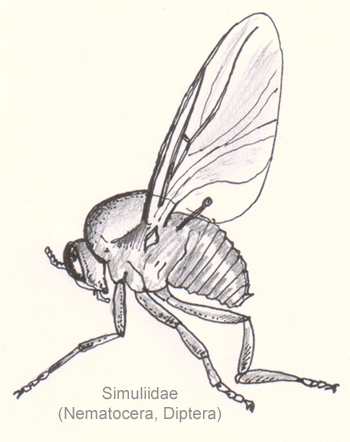
Мошки (Simuliidae), 1500 видов
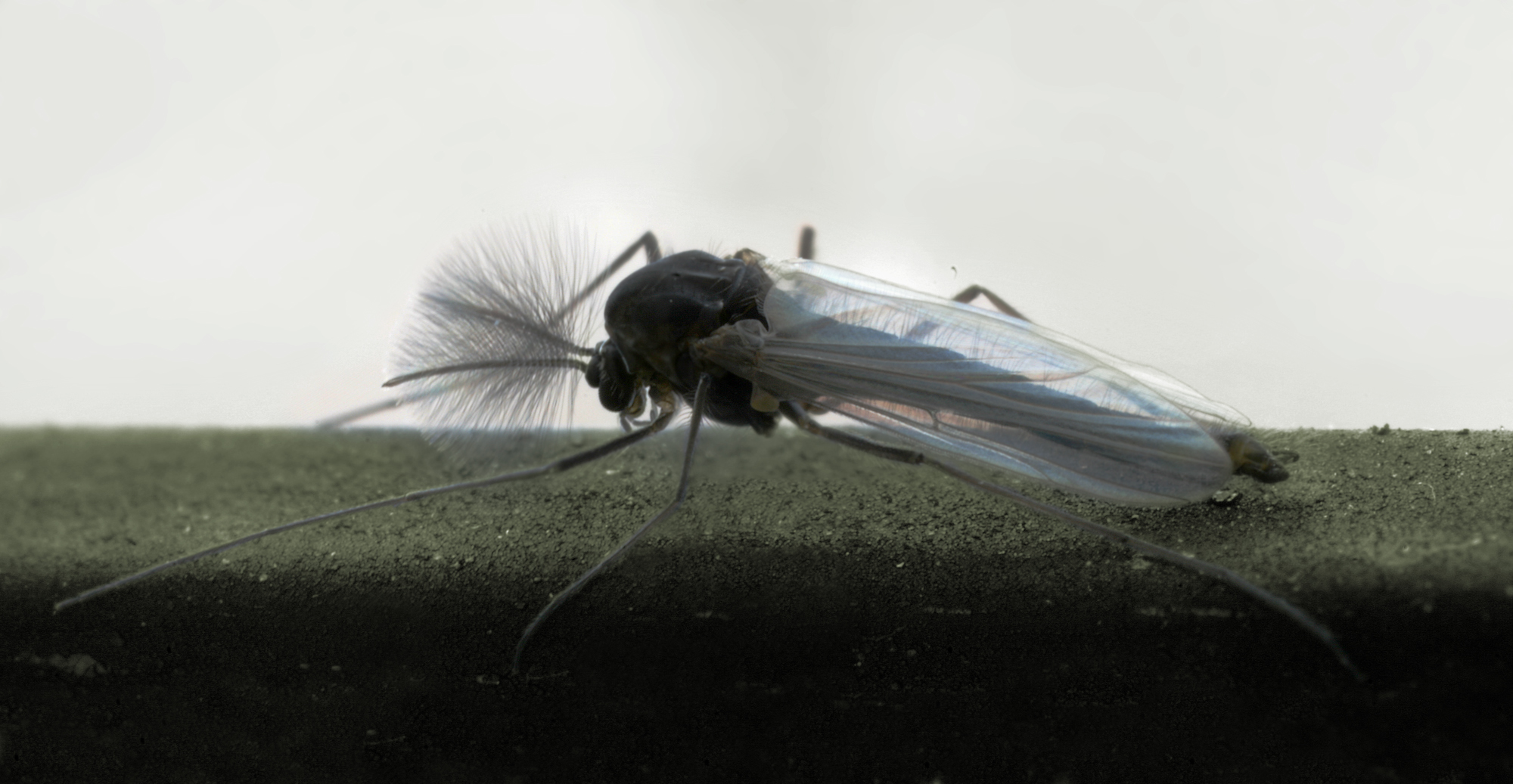
Комары толстохоботные (Chaoboridae)
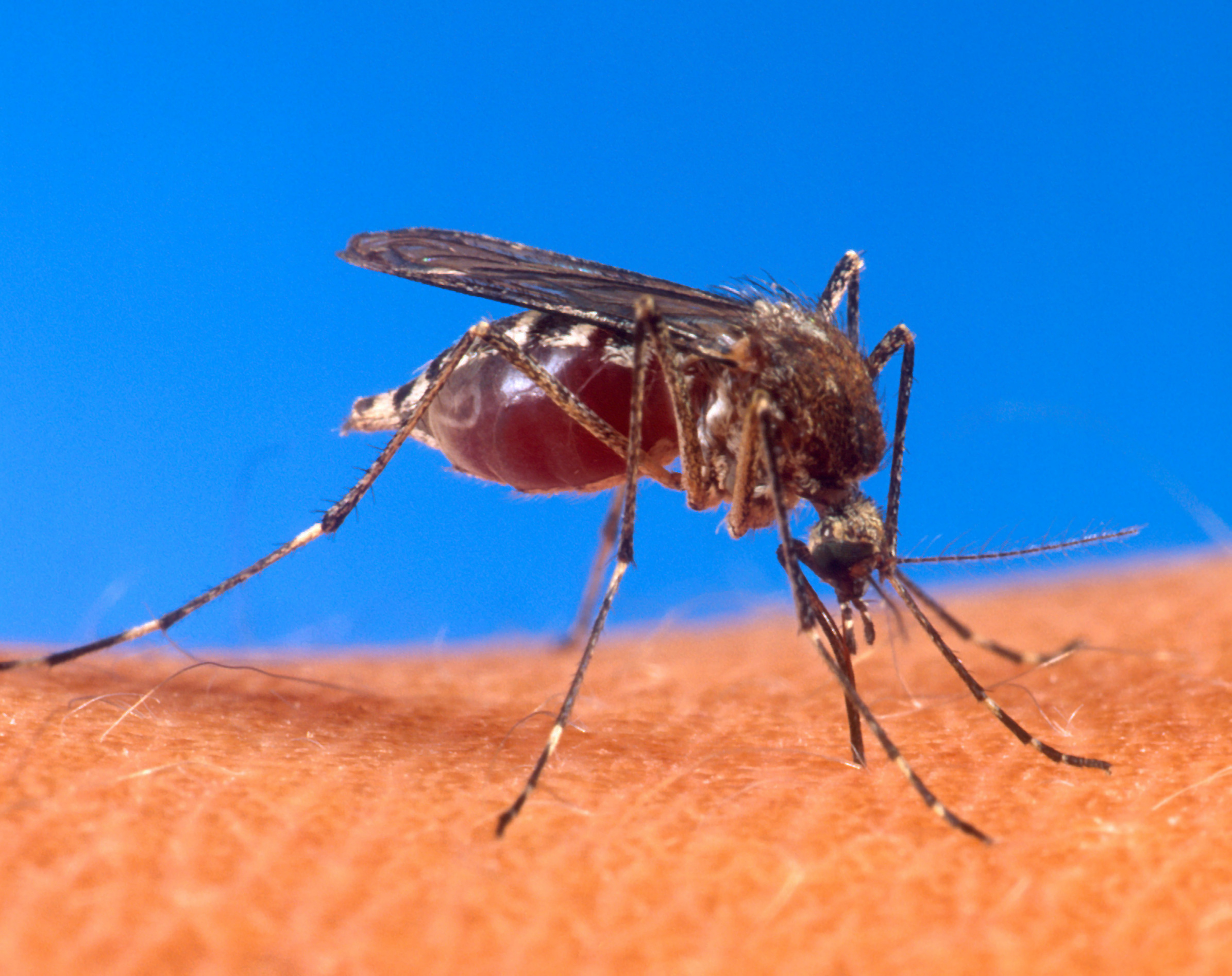
Комары (Culicidae), 3500 видов
Corethrellidae, 100 видов
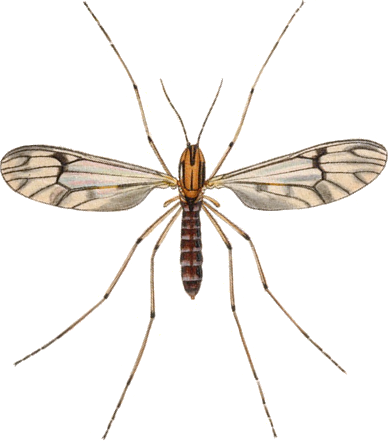
Земноводные комары (Dixidae), 400 видов
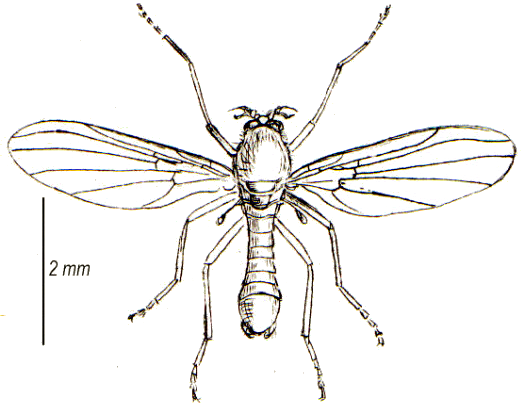
Thaumaleidae, 130 видов